# Baryconus pilosus
Baryconus pilosus är en stekelart som först beskrevs av Cameron 1906.  Baryconus pilosus ingår i släktet Baryconus och familjen Scelionidae. Inga underarter finns listade.